# (572) Rebekka
(572) Rebekka est un astéroïde de la ceinture principale découvert par Paul Götz le 19 septembre 1905.
Son découvreur l'a baptisé d'après le prénom d'une jeune femme originaire de Heidelberg, sa ville de naissance.